# Cyathea atrocastanea
Cyathea atrocastanea är en ormbunkeart som beskrevs av Paulo Henrique Labiak och F.B.Matos. Cyathea atrocastanea ingår i släktet Cyathea och familjen Cyatheaceae. Inga underarter finns listade.